# Anmelder eines Schutzrechts
Der Anmelder eines Schutzrechts ist im alltäglichen Verständnis des Begriffs der Eigentümer der Schutzrechtsanmeldung und hat alle Rechte daran. Im rechtlich genauen Verständnis des Begriffs „Anmelder“ steht diesem jedoch nur das Recht zum Führen des zugehörigen Anmeldeverfahrens zu, während die materiellen Rechte anderen Personen zustehen können.

## Überblick betreffend Patentanmelder
Patentanmeldungen (wie auch die Anmeldungen anderer Schutzrechtsarten – Gebrauchsmusteranmeldungen, Markenanmeldungen, Designanmeldungen) sind Immaterialgüter, die jedenfalls nach ihrer Entstehung weitgehend der zivilrechtlichen Eigentumssystematik unterliegen. Sie haben einen oder mehrere Eigentümer, sind Vermögensgegenstände und können Grundlage von Verträgen, sonstigen Rechten und Pflichten und Klagen sein. Außerdem können bzw. müssen sie gestaltet werden. Im Patenterteilungsverfahren müssen Bestimmungen zu Patentanmeldungen getroffen werden. Der herkömmlichen Eigentumssystematik folgend wäre hier der Eigentümer hierzu a priori verfügungsberechtigt.
Da aber beim Gegenstand gewerblicher Schutzrechte, beispielsweise eine technische Erfindung einer Patentanmeldung, die materiellen Eigentumsverhältnisse gerade bei der Entstehung der Rechte nicht immer offensichtlich sind und zugehörige Verfahren, etwa das Patenterteilungsverfahren, nicht durch Eigentumsstreitigkeiten verzögert werden sollen, ist demjenigen, der die Anmeldung einreicht – der „Anmelder“ – durch Gesetz die Berechtigung eingeräumt, das Patenterteilungsverfahren zu führen, so dass diese Verfahren auf sicherer Grundlage geführt werden können.
Der materiellrechtliche Eigentümer einer Patentanmeldung wird im Gesetz als „Erfinder oder Rechtsnachfolger“ bezeichnet. Da in den allermeisten Fällen der Anmelder auch der materiell Berechtigte (also Erfinder oder sein Rechtsnachfolger) ist, wird im alltäglichen Sprachgebrauch unter "Anmelder" auch der materiell Berechtigte (= Eigentümer, Erfinder oder sein Rechtsnachfolger) verstanden.

## Verfahrensberechtigung
Der zum Führen eines Anmeldeverfahrens, z. B. des Patenterteilungsverfahrens, Berechtigte wird im deutschen und europäischen Patentrecht mit dem verfahrensrechtlich geprägten Begriff „Anmelder“ angesprochen.
Der Anmelder einer Schutzrechtsanmeldung wird dies dadurch, dass er bei der Einreichung einer Anmeldung sich selbst als Anmelder dem zuständigen Amt gegenüber benennt und als solcher dann auch im jeweiligen Patentregister registriert wird. Bei Einreichung dieser Anmeldungen muss zwingend auch der Anmelder angegeben werden, ansonsten wird der Anmeldung kein Anmeldetag zugestanden und sie ist nicht wirksam. Der Anmelder wird zusammen mit den übrigen Anmeldeinformationen im jeweiligen Register (Patentregister, Markenregister …) vermerkt.
Unabhängig davon, ob der Anmelder materiell am Gegenstand der Anmeldung (z. B. eine technische Erfindung) berechtigt ist, ist er im Verfahrensrecht, z. B. zum deutschen und europäischen Patenterteilungsverfahren, als verfahrensberechtigt definiert, indem in den diversen verfahrensrechtlichen Regelungen auf den Anmelder abgestellt wird, nicht auf den materiell Berechtigten (bei Erfindungen der Erfinder oder seinen Rechtsnachfolger). Zusätzlich wird im Patentrecht allgemein seine Verfahrensberechtigung fingiert („… gilt als berechtigt …“).
Die Fiktion selbst ist nicht widerlegbar. Das Patentamt wird mit niemandem anderen als dem registrierten Anmelder bzw. seinem Vertreter das Verfahren führen. Es kann aber der registrierte Anmelder geändert werden, so dass dann das Patentamt mit dem geänderten Anmelder das Verfahren führt.

## Materielle Berechtigung zu Erfindungen
Der materiell Berechtigte wird im deutschen und europäischen Patentrecht mit der materiellrechtlich geprägten Begrifflichkeit „Erfinder oder Rechtsnachfolger“ angesprochen. Sie ist unabhängig vom Verfahrensstadium, also davon, ob es um eine Patentanmeldung oder um ein Patent geht.

### Entstehung der Rechte, insbesondere des Anmelderechts im Erfinder
Im deutschen und im europäischen Patentrecht wird zunächst das Eigentumsrecht auf das der Anmeldung ggf. nachfolgende Patent definiert. Es steht dem Erfinder oder seinem Rechtsnachfolger zu. Für die Patentanmeldung ist es genauso. Erfinder können nur natürliche Personen sein.

### Änderung des Anmelders, Rechtsnachfolge
„Änderung des Anmelders“ und „Rechtsnachfolge“ sind im jargonhaften Verständnis des Begriffs „Anmelder“ dasselbe, während sie im rechtlich genauen Verständnis und dementsprechend in der rechtlichen Wirkung unterschiedliche Dinge sind, nämlich ersteres nur die Änderung des im jeweiligen Register registrierten Anmelders und letzteres die Übertragung materieller Rechte. Jeweils für sich alleine betrachtet beeinflussen diese zwei Vorgänge sich gegenseitig nicht. Oder anders ausgedrückt: Ohne Registeränderung erhält ein neuer Eigentümer nicht die Verfahrensberechtigung, und ohne materielle Übertragung erhält der registrierte Anmelder bzw. Patentinhaber nicht die materiellen Rechte.
Es gibt verschiedene Mechanismen, mittels derer der Anmelder geändert und die Rechte an einer Erfindung übertragen werden können.
Anmelderänderung:
- Beantragung der Änderung der Anmelder-Registrierung beim Patentamt einvernehmlich durch den bisherigen und den neu zu registrierenden Anmelder,
- Änderung der Registrierung aufgrund rechtskräftigen Urteils.

Übertragung von Rechten, Rechtsnachfolge:
- Arbeitnehmererfinderrecht[5].[6]
- Vertrag: Wenn Verträge betreffend die Berechtigung an Patentanmeldungen verfasst werden, ist darauf zu achten, dass materielle Rechte und Verfahrensberechtigung wie gewünscht geregelt werden. Gesetzlich werden sie wie erläutert separat betrachtet. Verträge müssen dem Rechnung tragen.
- Andere, etwa Erbfolge, Unternehmensverschmelzung oder -umformung und ähnliches
- Rechtskräftiges Urteil eines Gerichts

Ein Rechtsnachfolger, z. B. der Arbeitgeber des Erfinders, kann auch eine juristische Person sein, bspw. eine GmbH. Die Übertragung kann vor oder nach Einreichung einer Patentanmeldung bei einem Patentamt geschehen, so dass andere Personen als der Erfinder, z. B. sein Arbeitgeber, von Anfang an rechtmäßig Anmelder sein können.

## Wirkung des Registereintrags
In den Registern, bspw. dem Patentregister, wird auch der Anmelder zu einer Anmeldung (z. B. Patentanmeldung) ausgewiesen. Der im Register ausgewiesene Anmelder ist derjenige, dem die Verfahrensvberechtigung eingeräumt ist. Auf die materielle Berechtigung hat der Eintrag im Register keinen Einfluss, sie kann anders als im Register ausgewiesen sein, z. B. weil eine nach der letzten Anmelderregistrierung erfolgte vertragliche Rechtsnachfolge im Register noch nicht nachgetragen wurde oder weil der registrierte Anmelder von Anfang an nicht berechtigt war.

## Der materiell nichtberechtigte Patentanmelder
Für den Fall der Anmeldung einer Erfindung zum Patent durch einen materiell nicht Berechtigten stehen Verfahren zur Verfügung, mit denen Korrekturen vorgenommen werden können. Zum einen kann ein einem materiell Unberechtigten erteiltes Patent zu Fall gebracht werden (und dem materiell Berechtigten dann womöglich die sog. „Entnahmepriorität“ zustehen). Zum anderen kann das Patent oder die vorherige Anmeldung weg vom Unberechtigten hin zum Berechtigten übertragen werden.
Am einfachsten ist es, im Einvernehmen zwischen unberechtigten derzeitigen Anmelder und dem materiell Berechtigten die Umschreibung des Anmelders im Register beim Patentamt zu beantragen. Ist die Frage der Berechtigung dagegen streitig, stehen förmliche Verfahren zur Klärung der Frage zur Verfügung, insbesondere Einspruch zum Patentamt oder Nichtigkeitsklage zum Bundespatentgericht wegen widerrechtlicher Entnahme oder die Vindikationsklage zu den herkömmlichen Gerichten.
Wenn der materiell Berechtigte wegen der Aktivitäten des nichtberechtigten Anmelders einen Schaden erlitten hat, kann ersterem ein Schadenersatzanspruch gegen letzteren zustehen.

## Verhältnis zu anderen Personen, Personenbezeichnungen und Begriffen

### Anmelderin
Ob „Anmelder“ oder „Anmelderin“ gesagt wird, richtet sich bei natürlichen Personen nach dem biologischen Geschlecht der Person. Bei juristischen Personen richtet es sich nach dem grammatikalischen Geschlecht der bezeichneten juristischen Personen. Beispielsweise werden die verschiedenen Gesellschaften (AG, GmbH, OHG, KG, BGB …) entsprechend „die Gesellschaft“ als „Anmelderin“ angesprochen, Vereine entsprechend „der Verein“ als „Anmelder“.

### Mitanmelder
Zu einer Schutzrechtsanmeldung kann es mehrere Anmelder geben. Kollektiv werden sie als „Mitanmelder“ angesprochen. Ihr Verhältnis untereinander bestimmt sich nach allgemeinem Zivilrecht (Gesellschaft, Gemeinschaft).

### Erfinder, Miterfinder
Ein Erfinder ist eine natürliche Position, die alleine oder mit anderen natürlichen Personen eine Erfindung geschaffen hat. Er kann, muss aber nicht Anmelder sein. Wenn eine Erfindung von mehreren Erfindern gemeinsam gemacht wurde, werden diese kollektiv als Miterfinder angesprochen.

### Vertreter (Patentanwalt)
Der Vertreter, z. B. ein Patentanwalt,  ist namens und im Auftrag des Anmelders für diesen bei den Patentbehörden tätig. Das Patentamt schickt die amtlichen Schriftstücke an den Vertreter, der sie an den Anmelder weiterleitet. Der Vertreter ist ggü. dem Anmelder weisungsgebunden und ist gegenüber anderen zur Verschwiegenheit verpflichtet.

### Patentinhaber
Wenn auf eine Patentanmeldung ein Patent erteilt wird, ist die Anmeldung zugunsten des Patents untergegangen. Da es dann keine Anmeldung mehr gibt, gibt es auch keinen Anmelder mehr. Der ehemalige Anmelder ist zum Patentinhaber geworden und ist als Verfahrensberechtigter für das Patent registriert. Die Verfahrensberechtigung betrifft dann womöglich zu führende Einspruchs- oder Nichtigkeitsverfahren, aber ggf. auch ein sich auf das Patent stützendes Verletzungsverfahren.
Die Darlegungen betreffend mögliche Unterschiede zwischen Verfahrensberechtigung und materieller Berechtigung gelten für den Patentinhaber in gleicher Weise.

### Eigentümer, Inhaber
Eigentümer und Inhaber sind Begriffe, die im Jargon allgemeine den Anmelder oder nach Schutzrechtserteilung den Patent- oder Markeninhaber bezeichnen. Richtig sind diese Gleichsetzungen dann, wenn der registrierte Anmelder bzw. der registrierte Schutzrechtsinhaber auch materiell berechtigt sind. Ansonsten liegt die oben beschriebene Diskrepanz vor.

### Umschreibung
Meistens ist damit jedenfalls die Änderung des Anmeldereintrags im Register gemeint. Im breiteren jargonhaften Verständnis soll damit aber auch oft die Übertragung materieller Rechte angesprochen werden.

### Übertragung
Meistens ist damit die Weiterreichung materieller Rechte gemeint. Manchmal gerät dabei aus dem Blick, dass auch die Umschreibung im Register nötig ist, um die Verfahrensberechtigung zu erlangen. Im Englischen wird die Übertragung „transfer“ oder „assginment“ genannt.

### Andere Sprachen
Im Englischen ist Anmelder "applicant", im Französischen "demandeur".

## Anmelder von Gebrauchsmustern, Marken und Designs
Die oben primär in Bezug auf Patentanmelder getroffenen Aussagen gelten in gleicher Weise auch für Gebrauchsmusteranmelder (GebrMG §§ 4(3)1., 8(2), 15(1)) und in sehr ähnlicher Weise auch für Designanmelder (DesignG §§ 7, 8, 11(2)2., 19(2) und 29(3)) und Markenanmelder (Markeng §§ 28(1),(2), 32).
Auch bei diesen anderen förmlich registrierbaren Rechten ist dem Anmelder ausdrücklich und/oder per Fiktion oder gesetzlicher Vermutung die Verfahrensberechtigung eingeräumt, während die materiellen Rechte abweichend liegen können. Unterschiede liegen bei Designs und Marken unter anderem darin, wie es – insbesondere zu Beginn des „Lebens“ des Schutzrechts – zu den Abweichungen kommen kann und wie sie nötigenfalls behoben werden können.